# Ujué
Ujué ist eine nordspanische Gemeinde in der Autonomen Gemeinschaft Navarra. Der alte Ortskern wurde als Kulturgut (Bien de Interés Cultural) in der Kategorie Conjunto histórico-artístico eingestuft.

## Lage
Ujué liegt am Südrand des Pyrenäen in einer Höhe von etwa 815 Metern ü. d. M. Die Entfernung nach Pamplona beträgt knapp 70 Kilometer (Fahrtstrecke) in nordwestlicher Richtung. Sowohl Pamplona als auch der knapp 40 Kilometer östlich gelegene Nachbarort Sangüesa liegen am Jakobsweg.

## Bevölkerungsentwicklung der Gemeinde
Quelle:INE-Archiv – grafische Aufarbeitung für Wikipedia
Bis zum Jahr 1960 betrug die Einwohnerzahl stets über tausend Personen. Der starke Bevölkerungsrückgang ist auf die Mechanisierung der Landwirtschaft und die Abwanderung vieler Jugendlicher in die Städte zurückzuführen – im Jahre 2003 war etwa die Hälfte der Bevölkerung von Ujué über 60 Jahre alt.

## Wirtschaft
Die Landwirtschaft ist traditionell der bedeutendste Wirtschaftsfaktor. Da viele Häuser aufgrund der Abwanderung leerstanden, ist seit den 1980er Jahren der Tourismus in Form der Vermietung von Ferienwohnungen (casas rurales) als wichtiger Erwerbszweig hinzugekommen.

## Geschichte
Aus vorrömischer, römischer, westgotischer und islamischer Zeit existieren kaum Funde; ein arabischer Chronist erwähnt eine Festung mit Namen Santa María als Teil des Pamplona vorgelagerten Rings von Festungsstädten. In mittelalterlichen Urkunden seit dem 9. Jahrhundert taucht der Name Santa María de Uxua auf. Eine Stadtbefestigung ist erstmals für das 11. Jahrhundert bezeugt – einer Zeit, in der Sancho Ramírez König von Aragón (reg. 1063–1098) und Navarra (reg. 1076–1098) war. Er gilt auch als Gründer und/oder Stifter der ersten Kirche, die allerdings unter Karl II. von Navarra in gotischem Stil erneuert wurde. Eine – angeblich von einem Priester in einer Höhle entdeckte – Madonnenstatue wurde bereits in dieser Zeit von Pilgern, darunter auch König Karl III. von Navarra, verehrt. Nach der Eroberung des südlichen Teils des Königreichs Navarra durch Ferdinand von Aragon im Jahre 1512 verlor Ujué jedwede strategische Bedeutung und in der Folge auch einen erheblichen Teil seiner Einwohner.

## Sehenswürdigkeiten

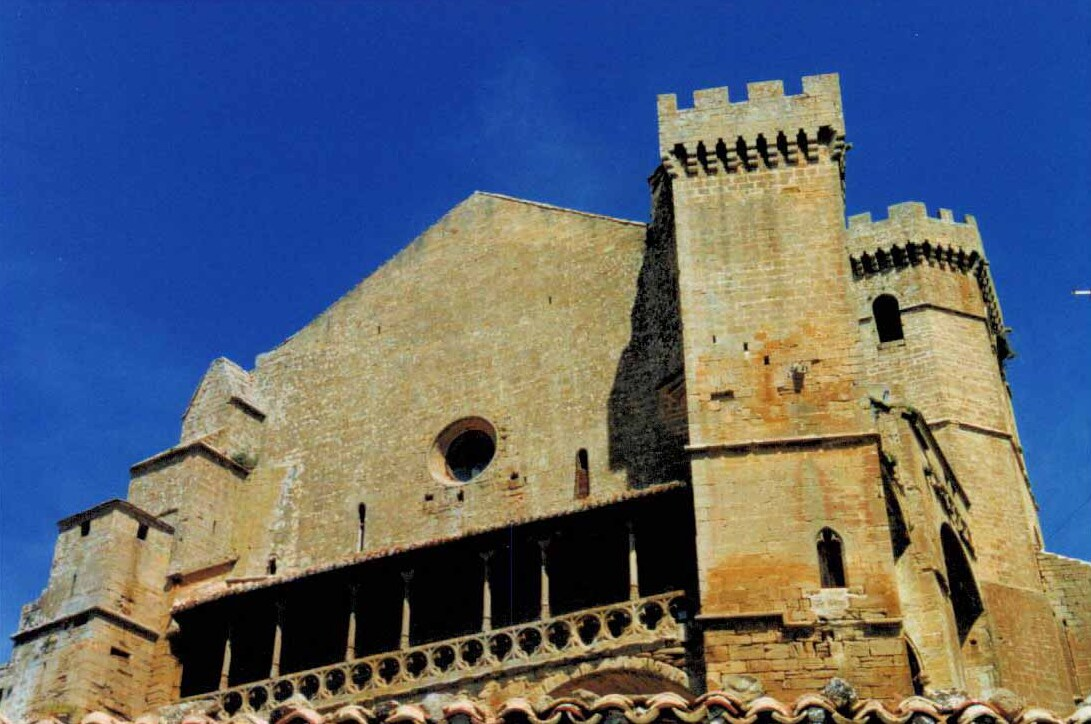
Westseite der Kirche Santa María

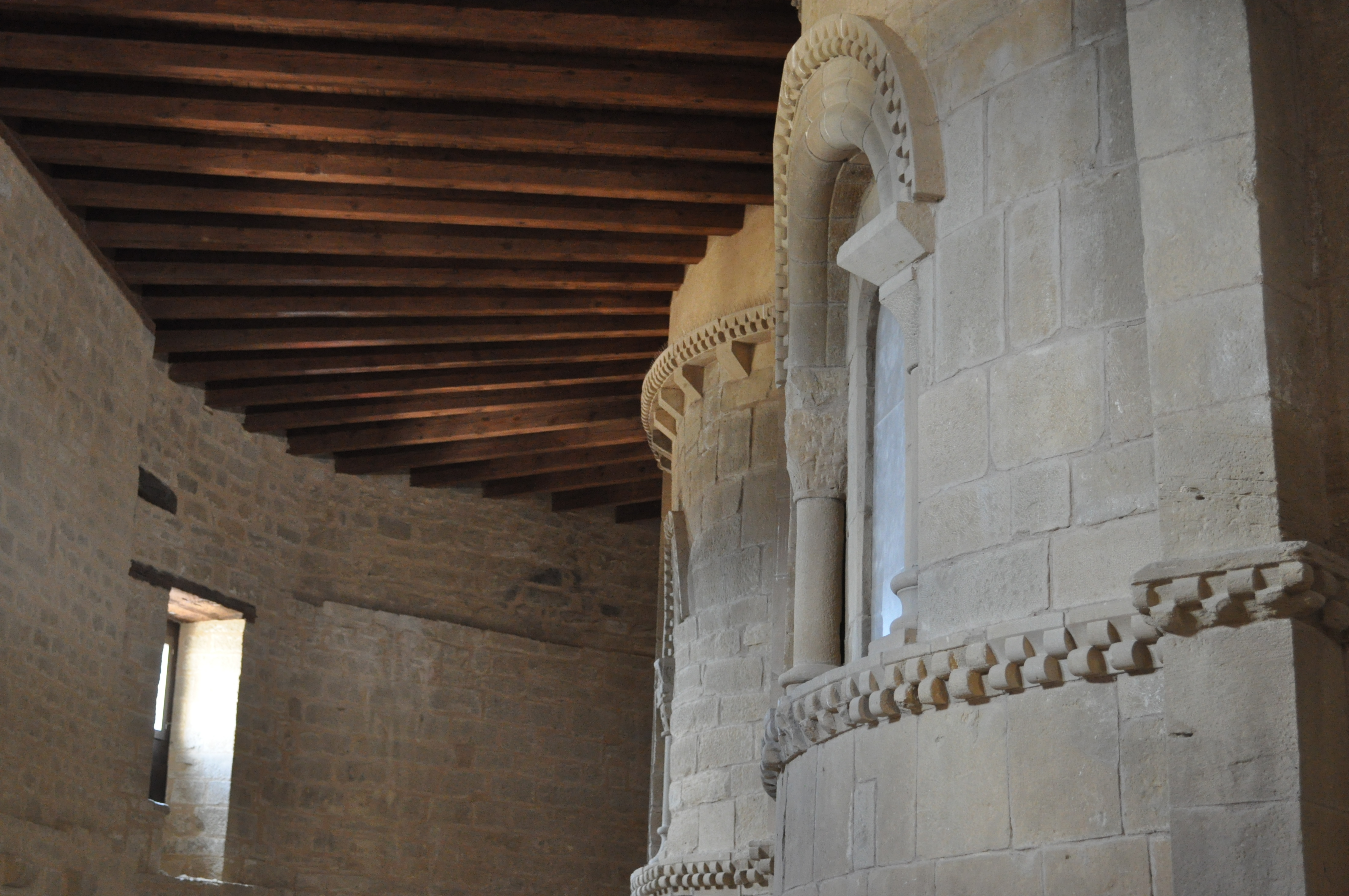
Ummantelte romanische Apsis

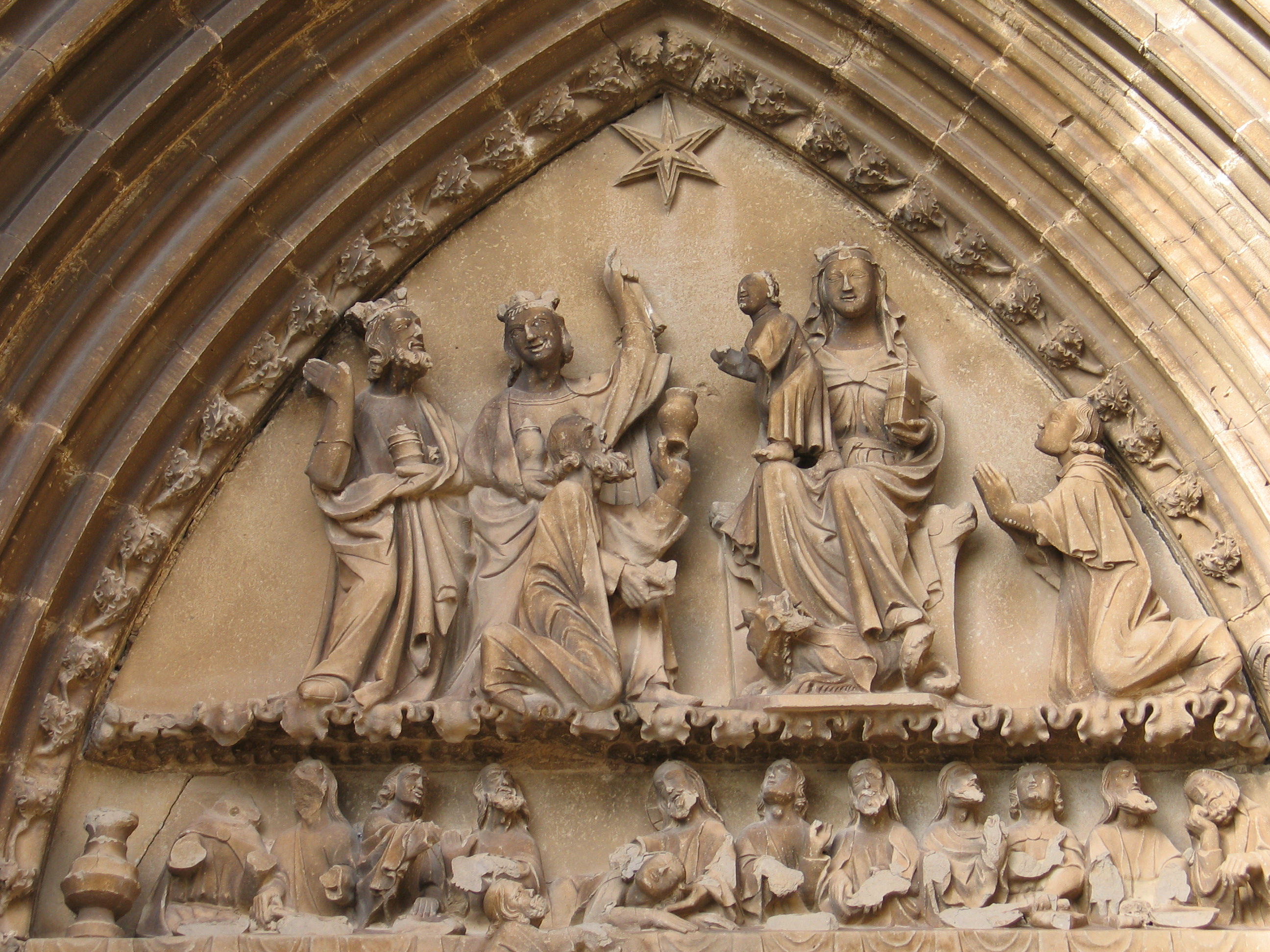
Gotisches Tympanon

- Hauptsehenswürdigkeit von Ujué ist das mittelalterlich anmutende Ortsbild mit seinen engen Gassen und einem kleinen Platz im Zentrum.
- Die überdimensioniert wirkende – ursprünglich romanische, später dann in gotischen Stilformen umgestaltete und mit einer Mauer umgebene – Kirche Santa María stammt aus dem 11. und 14. Jahrhundert. Diese Mauer, die nahezu fensterlose untere Hälfte des Bauwerks, die repräsentative, aber auch irgendwie burgähnliche Westfassade mit einer Art Wehr- oder Wachgang und die beiden Türme mit ihren zinnenbekrönten Plattformen bezeugen deutlich den Charakter einer Wehrkirche. Im Kontrast dazu steht das gotische Tympanon der Westfassade aus dem 14. Jahrhundert mit einer Darstellung der Anbetung der Könige, die dem – in der Spitze befindlichen – Stern gefolgt sind; im Türsturz darunter findet sich eine Abendmahlsszene mit dem vor dem Tisch hockenden Judas Iskariot. Das weiträumige, aber einschiffige Innere des gotischen Westteils kontrastiert mit den drei Apsiden des östlichen romanischen Teils. Dessen mit Doppelsäulen versehene und mauerwerkstechnisch perfekt gestaltete Mittelapsis beherbergt die mittelalterliche und in früheren Zeiten hochverehrte Statue einer gekrönten Muttergottes mit dem segenspendenden und ebenfalls gekrönten Jesuskind (sedes sapientiae). Die barocke Kanzel zeigt die vier Evangelisten; unterhalb der Westempore steht ein mit archaisch aussehenden Figuren geschmücktes romanisches Taufbecken.
- Die spätromanische Einsiedlerkapelle (Ermita de la Blanca) wurde mehrfach erneuert.
- Die isoliert am Ortsrand stehende und ebenfalls spätromanische Kirche (Iglesia San Miguel) ist in ruinösem Zustand; die Westseite zeigt ein spätromanisches Stufenportal mit Archivolten, ein Rundfenster und einen doppelbogigen Glockengiebel (espadaña).
- Ein spätgotisches Wegkreuz (Cruz del Saludo) aus dem 15. Jahrhundert steht etwa einen Kilometer vor dem Ortseingang.